# Timon és Pumbaa nyaralni megy
A Timon és Pumbaa nyaralni megy (eredeti cím: On Holiday with Timon & Pumbaa) 1997-ben megjelent amerikai rajzfilm, amelyet Timon és Pumbaa című rajzfilmsorozat részeiből állították össze.

## Szereplők
| Szereplő        | Eredeti hang                          | Magyar hang                      | Magyar hang               |
| Szereplő        | Eredeti hang                          | Intercom, 1997                   | RTL Klub, 2004            |
| --------------- | ------------------------------------- | -------------------------------- | ------------------------- |
| Timon           | Nathan Lane Quinton Flynn Kevin Schon | Vincze Gábor Péter               | Vincze Gábor Péter        |
| Monti           | Quinton Flynn                         | Vincze Gábor Péter               | Szatmári Attila           |
| Pumbaa          | Ernie Sabella                         | Melis Gábor Bálint István (ének) | Melis Gábor               |
| Bampo           | Ernie Sabella                         | Melis Gábor                      | Faragó András             |
| Quint           | Corey Burton                          | Gáti Oszkár                      | Koroknay Géza             |
| Quint testvérek | Corey Burton                          | Gáti Oszkár                      | Kardos Gábor Rékai Nándor |
| Ned, az elefánt | Frank Welker                          | Fülöp Zsigmond                   | Megyeri János             |
| El Toro         | Jeff Bennett                          | Várkonyi András                  | Csuja Imre                |
| Dühös oroszlán  | Rodger Bumpass                        | Várkonyi András                  | Németh Gábor              |
| Nőstény Ted     | April Winchell                        | Bartucz Attila                   | Szűcs Sándor              |
| Hím Ted         | Charles Adler                         | Szokol Péter                     | Seder Gábor               |

## Rajzfilm összeállítás
| # | Cím                                                                                    | Forgatókönyvíró                            | Rendező                        | Forrás |
| - | -------------------------------------------------------------------------------------- | ------------------------------------------ | ------------------------------ | ------ |
| 1 | Kenya: Kever a haver (InterCom) Leszöl a barátom? (RTL Klub)                           | Roberts Gannaway                           | Tony Craig és Roberts Gannaway | [ 1 ]  |
| 2 | Déli-tenger: Bendőgőz (InterCom) Dél-tengeri betegség (RTL Klub)                       | Bobbi Jay Weiss David Weiss                | Tony Craig és Roberts Gannaway | [ 2 ]  |
| 3 | Uganda: Pumbafánt (InterCom) Uganda légy elefánt (RTL Klub)                            | Kevin Campbell                             | Tony Craig és Roberts Gannaway | [ 3 ]  |
| 4 | Spanyolország: A bikák legjobbika (InterCom) A spanyol bajok (RTL Klub)                | Roberts Gannaway                           | Tony Craig és Roberts Gannaway | [ 4 ]  |
| 5 | Costa Rica: A becsületes megtaláló (InterCom) Hogyan éljünk négy nagylábon? (RTL Klub) | Roberts Gannaway                           | Tony Craig és Roberts Gannaway | [ 5 ]  |
| 6 | Csatlakozz a klubhoz! (InterCom) Ted-ide Ted-oda klubtagság (RTL Klub)                 | Kevin Campbell Bobbi Jay Weiss David Weiss | Jeff DeGrandis                 | [ 6 ]  |

## Betétdal
| Magyar                           | Magyar                           | Angol                   | Angol                     |
| Dal                              | Előadó                           | Dal                     | Előadó                    |
| -------------------------------- | -------------------------------- | ----------------------- | ------------------------- |
| A jó oroszlán ma békésen szunyál | Bálint István Vincze Gábor Péter | The Lion Sleeps Tonight | Ernie Sabella Kevin Schon |